# Oncocnemis barnesii
Oncocnemis barnesii là một loài bướm đêm trong họ Noctuidae.